# Балгимбеков, Абдуали
Абдуали Балгимбеков (каз. Әбдуәлі Балғынбеков; 10 мая 1932 — 11 декабря 2012) — составитель поездов станции Арысь-1, Чимкентская область, Казахская ССР. Герой Социалистического Труда (1985).

## Биография
Происходит из рода кулшыгаш племени конырат.
Получив неполное среднее образование в семилетке, трудился с 1949 года до выхода на пенсию на железнодорожной станции Арысь-1. С 1949 по 1952 года — слесарь вагонного депо. С 1952 по 1955 года проходил срочную службу в Советской Армии. С 1955 по 1957 года — помощник составителя поездов и с 1957 года — составитель поездов.
Указом Президиума Верховного Совета СССР от 17 октября 1985 года удостоен звания Героя Социалистического Труда с вручением ордена Ленина и золотой медали «Серп и Молот».
Избирался депутатом районного, городского и Чимкентского областного советов народных депутатов.

## Награды
- Орден Ленина — дважды
- Орден «Знак Почёта»